# Biografielijst Ft

## Fta
- Ľubomír Ftáčnik (1957), Slowaaks schaker